# 杰伊·博思罗伊德
積·保夫萊特（英語：Jay Bothroyd，1982年5月5日—）是一名牙買加裔英格蘭足球運動員，司職前鋒，出身於阿仙奴青訓系統，曾效力意甲球會佩魯賈及英超球會昆士柏流浪。現效力日職球會北海道札幌岡薩多。

## 生平

### 球會

#### 早期
保夫萊特生於倫敦伊斯灵顿（Islington），出身於阿仙奴青訓系統，於1999年7月獲提供職業球員合約，但沒有為一隊上過陣，期間曾為青年隊在決賽擊敗高雲地利贏得1999/2000年度英格蘭足總青年盃錦標，同期隊友包括薛維爾、禾斯、艾利亞迪里等。2000年5月英格蘭足球青年聯賽附加賽決賽對韋斯咸，當被領隊（Don Howe）換離場後，保夫萊特隨即脫衣並怒擲在後備席上表示不滿，事後球隊青年發展總監發表聲明：『我們不會容忍這種行為，球會不再需要他。』其後將保夫萊特掛牌求售，7月6日高雲地利以100萬英鎊將保夫萊特收歸旗下。

#### 高雲地利
保夫萊特效力高雲地利三年期間合共為球隊射入17球，但加盟的首年於英格蘭聯賽盃處子出戰普雷斯頓後卻無甚貢獻，於2000年11月4日首次亮相英超主場迎戰曼聯以1-2落敗，球隊於季後降班英甲〈第二級〉。
保夫萊特是那類具有天份，但有時動機成疑及傾向敗壞氣質的球員，他於球隊陷於財困而出售大部分球員套現才獲機會擔正，在2001年8月24日作客1-2負於射入個人首個入球；2002年1月29日作客對水晶宮，開賽10分鐘保夫萊特於25碼「笠」入先拔頭籌，但在完半場前與對方守將動武而雙雙被球證出示紅牌驅逐離場；2001/02年球季他為球隊射入6球。翌季他以11個入球成為球隊首席射手，包括在英格蘭聯賽盃8-0大勝及聯賽作客2-1擊敗史篤城兩仗梅開二度。由於球隊欠債高達2,500萬英鎊，雖然貴為球隊首席射手，於季後約滿的保夫萊特仍不獲得領隊加利·麥亞里士打留用，但卻獲得意甲的佩魯賈青睞，於參加一場試訓賽事後，簽約三年正式加盟。

#### 佩魯賈
據稱由於高雲地利無法負擔保夫萊特每季約15萬歐元的薪金，佩魯賈的管理層觀看過他的比賽錄影帶後即安排試訓，僅48小時即落實用相同條件與保夫萊特簽約。與保夫萊特同期加入佩魯賈的還有利比亞領導人的兒子（Al-Saadi al-Gaddafi）及擔任體能教練曾因服用兴奋剂被终生禁赛的加拿大前短跑運動員。2003年7月19日首次披甲，在圖圖盃第三圈首回合主場迎戰芬蘭的AC艾倫斯（AC Allianssi），開賽後僅24分鐘即射入加盟後的首個入球，主客兩回合同樣贏2-0；佩魯賈在準決賽淘汰南特後晉級決賽，對手為德甲的，8月12日主場保夫萊特射入唯一入球先勝1-0，次回合佩魯賈作客再勝2-0，累計3-0奪冠兼取得歐洲足協盃參賽資格。8月31日意甲開鑼日，佩魯賈主場迎戰錫耶納，保夫萊特為主隊射入第二球再領前2-1，是個人首個意甲入球，但最終仍被這支升班馬追平2-2完場；保夫萊特在10月份再於博洛尼亞及烏甸尼斯身上各入一球。炙手可熱的保夫萊特受到各方注意，據報英格蘭的阿士東維拉、樸茨茅夫、米杜士堡及義大利本土的帕爾馬和拉素均對他虎視眈眈，而錫耶納更打算用雲杜拿（Nicola Ventola）作交換條件，但最終保夫萊特下半季仍然留隊繼續效力。佩魯賈由於需要分心應付歐洲足協盃賽事，本土聯賽成績不濟，雖然煞科日憑保夫萊特的入球以1-0擊敗榜尾已篤定降班的安科納，由於來季意甲擴大至20隊參賽，榜未3隊直接降班，佩魯賈以兩分差距將摩德納及直接推落意乙，而排第15位的佩魯賈要與意乙第6位的費倫天拿進行主客兩回合的附加賽爭取最後一個意甲席位，不幸累計1-2敗陣，來季降班意乙。
降班後的佩魯賈立即削減開支，水晶宮及法甲的均對保夫萊特有興趣，但佩魯賈要求最少250萬歐元卻不獲合適的出價。在2004年夏季轉會窗關閉前的8月31日，布力般流浪成功獲得借用保夫萊特一個球季，並可於借用期滿後優先買斷。9月11日作客對紐卡素保夫萊特首次上陣，下半場後補入替艾馬頓；10月30日主場2-2賽和利物浦，保夫萊特射入扳平1-1的入球；11月6日作客對诺里奇城，保夫萊特於完半場前粗暴腳踢對手而被球證直接出示紅牌驅逐離場，賽後他為自己的不當行為向領隊馬克·曉士、隊友及球迷致歉。12月28日對保頓大腿受傷後需缺陣1個月。自此以後保夫萊特出場機會減少，僅在1月復出再戰保頓，直到2005年3月1日在英格蘭足總盃第五圈重賽主場對般尼才再獲派上陣，下半場59分鐘後補入替，僅維持了20分鐘便再次觸傷大腿舊患而被換離場，賽後被送往醫院檢查，並缺席餘下球季的賽事。保夫萊特受到傷患困擾而影響演出，布力般流浪決定放棄優先買斷他的權利，借用期滿後返回佩魯賈。在2008年保夫萊特接受《南威爾斯回聲報》（South Wales Echo）訪問時透露，於義大利效力佩魯賈期間，當他或同隊其他黑人隊友觸球時，看台上的觀眾即作出種族歧視扮猩猩叫。
佩魯賈於2004/05年球季在意乙位列第3位獲得參加升班附加賽，準決賽兩回合累計3-0淘汰特雷維索，但決賽兩回合累計1-3負於拖連奴無緣升班，而球會的財政問題亦逐漸浮現。保夫萊特表示希望留在英格蘭，曼城及韋斯咸均有意羅致。他其後參加德甲球會的試訓，但不獲聘用；再前往參加試訓，亦沒有成果。

#### 查爾頓
由於佩魯賈陷入財困，保夫萊特得以在2005年8月31日夏季轉會窗關閉前，免費轉投由古比士利帶領的英超球會查爾頓，取代外借到蘇超的謝菲斯，但仍需要與較早來投的戴倫·賓特競逐正選前鋒席位。9月20日於英格蘭聯賽盃第二圈主場對，保夫萊特下半場首次後補入替，即錦上添花射入一球為球隊鎖定3-1勝局。由於在球季展開後才加盟查爾頓，古比士利以其狀態不足，季初僅派他上陣兩場，直到10月在友誼賽對演出帽子戲法，才於10月17日主場對富咸的「倫敦打吡」再獲派上陣。保夫萊特在查爾頓最大的貢獻來自其強勁的自由球，對曼城時在禁區邊緣直射破網，取得加盟後首個英超入球，他另一個英超入球來自對紐卡素的近門頂入，另外在英格蘭足總盃第五圈對亦轟入一個自由球。2005年12月12日保夫萊特在駕駛途中突然昏厥導致撞車，事後他完全不能憶述事發經過，據報六年前亦曾發生相同事件，其健康情況受到關注，保夫萊特接受神經系統試驗希望找出病因，有猜測因藥物或酒精引致意外，但保夫萊特作出否認。
雖然有傳富咸及意甲的烏甸尼斯及費倫天拿有意在冬季轉會窗羅致未能融入查爾頓的保夫萊特，僅簽約一年的保夫萊特卻表示希望留隊爭取表現。整季上陣25場僅有4場正選及只有5個入球，保夫萊特仍希望獲得查爾頓提供新約，但隨著新領隊伊恩·杜尼（Iain Dowie）上場，他成為首兩名被放棄的球員之一。
保夫萊特獲水晶宮邀請參加季前訓練，領隊彼得·泰萊正在找尋取代離隊的安祖·莊臣的前鋒人選，保夫萊特橫渡大西洋與正在美國的球隊會合，並在3-1擊敗美國水晶宮（Crystal Palace F.C. USA）的友誼賽穿上沒有背號的球衣上陣，並為球隊先拔頭籌，但最終沒有獲得聘用，保夫萊特其後否認曾參加水晶宮的試訓，只是友情客串參賽。

#### 昆士柏流浪
2011年7月13日保夫萊特以自由身轉投新升英超的昆士柏流浪，簽約三年。
2013年6月20日，原簽約三年的保夫萊特被剛降落英冠作賽的昆士柏流浪根據合約內條款提早一年解約。

#### 蒙通聯
2014年1月8日保夫萊特以自由身轉投泰國足球超級聯賽的蒙通聯，在2月8日的亞足聯冠軍聯賽外圍賽對河內足球俱樂部一役中射入加盟後的首個入球。

#### 磐田山葉
2015年2月，保夫萊特簽約加盟日本職業足球乙級聯賽的磐田山葉。

## 榮譽
阿仙奴
- 英格蘭足總青年盃冠軍：2000年；

佩魯賈
- 歐洲足協圖圖盃冠軍：2003年；

## 外部連結
- 足球数据库：積·保夫萊特的球员统计数据
- 保夫萊特個人官網
- 卡迪夫城官網簡歷
- The fall and rise of Jay Bothroyd （页面存档备份，存于）